# Agnes Caroline Catharine Nijhoff
Agnes Caroline Catharine Nijhoff (Maastricht, 12 november 1913 - Haren, 14 april 1996) was een Nederlandse politica en bestuurder. Zij was lid van de Volkspartij voor Vrijheid en Democratie (VVD).

## Leven en werk
Nijhoff werd in 1913 in Maastricht geboren als dochter van ir. Gerard Pieter Nijhoff (1887-1956) en diens eerste echtgenote Wesselia Alberdina Mestingh (1887-1946); haar grootvader prof. dr. Gerardus Cornelis Nijhoff (1857-1932) was hoogleraar verloskunde aan en rector magnigicus van de Rijksuniversiteit Groningen. Zij studeerde rechten aan de Leidse universiteit. Zij werd in 1946 benoemd tot directeur van de Groninger Stichting voor Sociaal en Cultureel Werk, het latere provinciale opbouworgaan. Ze werd voor de VVD politiek actief in zowel de gemeente als de provincie Groningen. Van 1962 tot 1976 was zij vrijwel onafgebroken lid van de gemeenteraad van Groningen. Van 1970 tot 1972 was zij tevens wethouder. Zij beheerde de portefeuille "Volksgezondheid, openbaar slachthuis, maatschappelijk werk en milieuhygiëne". Vanwege de verschillen van mening met haar collega-wethouder Max van den Berg trad zij, samen met drie andere wethouders, af als wethouder in 1972. Vanaf 1974 vervulde ze de functie van fractievoorzitter van de VVD-fractie in de gemeenteraad. Zij was tevens tot 1979 lid van Provinciale Staten van Groningen.

## Onderscheidingen
- In 1968 werd zij benoemd tot officier in de Orde van Oranje Nassau.[1]
- In 1979 kreeg zij de hoogste onderscheiding van de gemeente Groningen toegekend. Zij werd ingeschreven in het Gulden Boek van de stad en zij kreeg de bijbehorende erepenning uitgereikt.[2]